# حرب عصبة كونياك
دارت حرب عصبة كونياك (1526-1530) بين الملك الهابسبورغي كارلوس و الذي لقب بكارلوس الخامس الإمبراطور الروماني المقدس و كارلوس الأول ملك إسبانيا وعصبة كونياك وهو تحالف بين فرنسا والبابا كليمنس السابع وجمهورية البندقية ومملكة إنجلترا ودوقية ميلانو وجمهورية فلورنسا.

## تمهيد
صُدم البابا كليمنت السابع بهزيمة مملكة فرنسا في الحرب الإيطالية عام 1521، وبدأ مع جمهورية البندقية بتنظيم تحالف لطرد كارلوس الخامس من شبه الجزيرة الإيطالية. أُطلق سراح فرانسوا الأول من الأسر في مدريد بعد توقيعه على معاهدة مدريد وعاد إلى فرنسا حيث أعلن حالًا عن نيته في دعم كليمنت. وهكذا، في 22 مايو 1526، وقّع فرانسوا وكليمنت والبندقية وفلورنسا وعائلة سفورزا من ميلانو على عصبة كونياك للتخلص من الهيمنة الإمبراطورية عليهم. رفض هنري الثامن ملك إنجلترا الانضمام بعد إحباط طلبه بتوقيع المعاهدة في إنجلترا.

## التحركات الأولية
استولت العصبة على لودي بسرعة، لكن القوات الإمبراطورية زحفت إلى لومبارديا وسرعان ما أجبرت عائلة سفورزا على التخلي عن ميلانو. في غضون ذلك، نظّمت عائلة كولونا هجومًا على روما، وهزمت القوات البابوية واستولت لفترة وجيزة على المدينة في سبتمبر 1526؛ لكن سرعان ما أُلحقت بهم الهزيمة ورحلوا.

## روما
جمع كارلوس الخامس قوة قوامها 14,000 من اللاندسكنيشت الألمان و 6,000 من التيرثيو الإسبان بقيادة جورج فروندسبيرغ وشارل دوق بوربون؛ تجمّعت القوات في بياتشنزا وتقدمت إلى روما. كان فرانتشيسكو غويتشارديني الذي تولى آنذاك قيادة الجيوش البابوية غير قادر على مقاومتهم؛ وعندما قُتل دوق بوربون، نهبت الجيوش ذات الأجور المنخفضة المدينة، ما أجبر البابا على اللجوء إلى قلعة سانت أنجلو. تمكن البابا من الهروب في أثناء صمود الحرس السويسري الأخير.

## نابولي
أقدم الفرنسيون على عمل مسعور جراء نهب روما وما تبعه من إبعاد كليمنت عن أي دور حقيقي في الحرب. في 30 أبريل 1527، وقّع هنري الثامن وفرانسوا معاهدة وستمنستر، وتعهّدا بتوحيد قواتهما ضد كارلوس. بعد أن نجح فرانسوا أخيرًا في جذب هنري الثامن إلى العصبة، أرسل جيشًا بقيادة أوديت دي فوا وبيدرو نافارو كونت أوليفيتو عبر جنوة -حيث انضم أندريا دوريا سريعًا إلى الفرنسيين واستولى على معظم الأسطول الجنوي- إلى نابولي حيث تحصّن لفرض حصار ممتد.

## جنوة
ومع ذلك، سرعان ما ترك دوريا الفرنسيين وانضم إلى كارلوس. انهار الحصار مع انتشار الطاعون في المعسكر الفرنسي، ما أسفر عن مقتل معظم أفراد الجيش بالإضافة إلى فوا ونافارو. قضى هجوم أندريا دوريا في جنوة (حيث خرق أندريا حصار المدينة وأجبر الفرنسيين على الاستسلام في سافونا) إلى جانب هزيمة قوة الإغاثة الفرنسية -بقيادة فرانسيس دي بوربون كونت سانت بول- في معركة لاندريانو على آمال فرانسوا في استعادة سيطرته على إيطاليا.

## برشلونة وكامبريه وبولونيا
سعى فرانسوا إلى السلام مع كارلوس بعد هزيمة جيوشه. بدأت المفاوضات في يوليو 1529 في مدينة كامبريه الحدودية؛ جرت المفاوضات بشكل رئيسي بين والدة فرانسوا لويز من سافوا عن الفرنسيين وزوجة أخيها مارغريت من النمسا عن ابن أخيها الإمبراطور (لذلك عُرف باسم سلام السيدات)، بعد أن أبحر كارلوس بنفسه من برشلونة إلى إيطاليا قبل وقت قصير. عكست الشروط النهائية إلى حد كبير شروط معاهدة مدريد قبل ثلاث سنوات؛ تنازل فرانسوا عن حقه في أرتوا وفلاندر وتورناي، واضطر إلى دفع فدية قدرها مليونا إيكو ذهبي قبل إطلاق سراح أبنائه. أخرجت معاهدة كامبريه النهائية -الموقعة في 3 أغسطس- فرنسا من الحرب، وبقيت البندقية وفلورنسا والبابا وحدهم ضد كارلوس.
وبعد أن وصل كارلوس إلى جنوة، توجّه إلى بولونيا للقاء البابا. برّأ كليمنت المشاركين في نهب روما ووعد بتتويج كارلوس. في المقابل، حصل على رافينا وتشرفيا؛ مُنحت المدن التي أُجبرت جمهورية البندقية على التنازل عنها -بالإضافة إلى ممتلكاتها المتبقية في بوليا- لكارلوس مقابل السماح لها بالاحتفاظ بالممتلكات التي فازت بها في معركة مارينيانو. أخيرًا، سُمح لفرانتشيسكو بالعودة إلى ميلانو مقابل مبلغ 900,000 سكودو، وذلك بعد أن تخلى كارلوس عن خطته السابقة بتنصيب ألساندرو دي ميديشي على العرش بسبب اعتراضات البندقية.

## فلورنسا
استمرت جمهورية فلورنسا وحدها في مقاومة القوات الإمبراطورية التي قادها أمير أورانيا. اشتبك الجيش الفلورنسي بقيادة فرانشيسكو فيروتشيو مع جيوش الإمبراطور في معركة جافينانا عام 1530، وعلى الرغم من مقتل أمير أورانيا، حقّق الجيش الإمبراطوري انتصارًا حاسمًا واستسلمت جمهورية فلورنسا بعد عشرة أيام، ثم نُصّب ألساندرو دي ميديشي دوقًا على فلورنسا.